# Domination (альбом)
Domination — четвёртый студийный полноформатный альбом американской дэт-метал группы Morbid Angel, вышедший в 1995 году.

## Об альбоме
Японское издание релиза содержит две бонус-композиции, представляющие собой ремиксы песен «Sworn to the Black» и «God of Emptiness», сделанные известной индастриал-группой Laibach. Ранее в 1994 году эти ремиксы выходили отдельным изданием под названием Laibach Remixes. На композицию «Where the Slime Live» впоследствии был снят видеоклип.

## Список композиций
1. Dominate — 02:40 (муз: Azagthoth, лир: Vincent)
2. Where the Slime Live — 05:27 (муз: Azagthoth, лир: Vincent)
3. Eyes to See, Ears to Hear — 03:52 (муз: Rutan, лир: Vincent)
4. Melting — 01:21 (муз: Rutan)
5. Nothing but Fear — 04:32 (муз: Rutan, лир: Vincent)
6. Dawn of the Angry — 04:39 (муз: Azagthoth, лир: Vincent)
7. This Means War — 03:12 (муз: Rutan, лир: Vincent)
8. Caesar’s Palace — 06:21 (муз: Azagthoth, лир: Vincent)
9. Dreaming — 02:17 (муз: Azagthoth)
10. Inquisition (Burn with Me) — 04:34 (муз: Azagthoth, лир: Vincent)
11. Hatework — 05:48 (муз: Rutan, лир: Vincent)
12. Sworn to the Black[1]
13. God of Emptiness[1]

Дэвид Винсент о песне Where the Slime Live -
«Честно говоря, мысль написать текст этой песни появилась у меня после просмотра документального фильма о природе. В Америке есть национальный парк, который называется Yellowstone, в котором есть гейзеры. Но я обратил свое внимание на другое, а именно на дорожку среди булькающих „грязевых ванн“. Однажды, в студии, Трей наигрывал этот невероятный рифф, такой грязный, по восприятию, и липкий. И вот слушая его, я вспомнил те самые „живые грязевые гейзеры“. Когда я прошу Трея сочинять риффы, от которых расплачется весь мир, я говорю об этом вполне серьезно».
По другой версии -
Дэвид: «Я нашел в интернете одно сообщество, которое называется „Where The Slime Live“, мне понравилось название, так у нас появилась эта тягостная песня. С этого для нас все и началось».
Дэвид Винсент о песне Caesar’s Palace:

На самом деле, эта песня как бы указывает дорогу. Она о тех, кто ненавидит разобщенность современного мира и с радостью вернулись бы в более простое время, когда все было конкретней и намного понятней.

## Участники записи
- Трэй Азагтот — гитара, клавишные
- Пит Сандовал — ударные
- Дэвид Винсент — бас, вокал
- Эрик Рутан — гитара, клавишные

Альбом спродюсирован Morbid Angel и Bill Kennedy
Инженерная работа и микширование — Билл Кеннеди
Дополнительная инженерная работа — Mark Prator
Цифровое редактирование и программирование — Eric Cadieux
Записано и смикшировано на студии Morrisound в период ноябрь 1994 — январь 1995
Мастеринг на студии A&M — Alan Yoshida
Оформление буклета и фотографии — Frank White
Дополнительная фотография — Frank White